# Yoghurt
Yoghurt ((tyrkisk): afledt af roden yoğ) laves ved syrning af mælk (især komælk). Ved syrningen omsættes laktosen (mælkesukkeret) til mælkesyre og aromaer, hvilket er årsag til den tyknede (viskøse) konsistens og den karakteristiske smag.
De hyppigst brugte bakterier er Lactobacillus delbrueckii subsp. bulgaricus og Streptococcus salivarius subsp. thermophilus.
Yoghurt er rig på proteiner, B-vitaminer og mineraler.
Man standardiserer og pasteuriserer mælk til et fedtindhold på 0-10%. I yoghurt med lavt fedtindhold tilsættes ofte ekstra protein for at gøre yoghurten mere viskøs. Bakteriekulturen tilsættes ved 40-43 °C og syrningen starter. Ved et pH på 4,55 - 4,45 er mælken koaguleret og man omrører og køler yoghurten ned til 18-20 °C for at stoppe syrningen.Yoghurten emballeres og køles ned i emballaget til 5-6 °C for ikke at blive for sur. Yoghurt tilsættes ofte frugt og sukker.

## Historie
Yoghurt blev opfundet i Centralasien og blev kendt som bulgarernes drik. Den blev først kendt i et større område i begyndelsen af det 20. århundrede, da den russiske biolog Ilja Iljitsj Metsjnikov populariserede drikken som vejen til et langt liv.
Den oprindeligt græske entreprenør Isaac Carasso begyndte at producere yoghurt industrielt i 1919 i Barcelona.
Dog har osmanerne altid haft yoghurt ved deres side ved alle måltider. Oprindelsessted er der hvor Tyrkiet ligger nu.

## Lignende produkter
Yoghurt minder meget om gaio, der dog er syrnet med en anden bakteriekultur.

## Alternativ anvendelse
Yoghurt naturel kan anvendes som biologisk bekæmpelse over for andre bakterier og mikroorganismer. F.eks. kan en ildelugtende bakteriekultur i et køleskab, som ellers er vanskelig at udrydde med bakteriedræbende produkter, fjernes ved afvaskning med yoghurt naturel.
Yoghurt naturel lader til at nedsætte dannelsen af stoffet hydrogensulfid (svovlbrinte), der er en hyppig årsag til dårlig ånde.
Yoghurt kan også anvendes som grundingrediens i marinering af kød 
Yoghurt kan anvendes ved fremstilling af desserten yoghurtis, hvor yoghurt helt eller delvis kan erstatte mælk, madfedt og æg.

## Eksterne kilder og henvisninger
1. ↑  ndtv.com – Yogurt helps improve bad breath Hentet 12-05-2010
2. ↑  Marinering af kød i yoghurt og andre mælkeprodukter - Foodfan.dk

2. http://blog.foodfan.dk/marinering.pdf#page=1&zoom=auto,0,849